# غيوك العليا (باقران)
غيوك العليا (بالفارسية: گیوک علیا) هي مستوطنة تقع في إيران في قسم باقران الريفي. يقدر عدد سكانها بـ 27 نسمة .